# Королёв, Евгений Валерьевич (футболист)
Евгений Валерьевич Королёв (3 сентября 1966, Ленинград, СССР) — советский и российский футболист, защитник.
Воспитанник ленинградской СДЮШОР «Смена». В 1983—1984 годах провёл четыре матча за дубль «Зенита». В первенстве СССР играл во второй (1984—1988) и второй низшей (1990—1991) лигах за «Динамо»/«Динамо-Прометей» Ленинград, во второй лиге за «Спартак» Тамбов (1988—1989) и «Кайсар» Кзыл-Орда (1990).
В первенстве России выступал в первой (1993—1995, 1997—1998) и второй (1992, 1996, 1999, 2001—2002) лигах за клубы «Смена-Сатурн» СПб (1992—1994), «Балтика» Калининград (1995), ЦСК ВВС-«Кристалл» Смоленск (1996—1998), «Энергия» Великие Луки (1999), «Салют-Энергия» Белгород (2001), «Динамо» Брянск (2002).
В первенстве КФК играл за «Салют-Энергию» (2000), «Волгу» Тверь (2003), «Обнинск» (2003).
Всего провёл в первой лиге 141 игру, во второй — 268, во второй низшей — 42. Участник 1/8 финала Кубка России 1993/94.